# Tèrah
Tèrah (hebreu: תָּרַח בן-נָחֹור, Térah ben Nahor‎; àrab: تارح بن ناحور, Tāriẖ ibn Nāḥūr) apareix al llibre del Gènesi, al capítol onzè, com el pare d'Abraham. A l'Alcorà 6:74 Abraham es dirigeix al seu pare amb el nom d'Azar (àrab: آزر, Āzar). Es tracta d'un afegit a la paraula pare, i podria ser un segon nom o bé un títol. Alguns erudits consideren que podria ser una deformació d'Eleazar, un servent d'Abraham al Gènesi, i tractar-se d'una confusió amb el nom del pare a l'Alcorà.
Tèrah era el primogènit de Nahor i la seva esposa Ioska (tradició apòcrifa). Va néixer a les muntanyes del nord de Mesopotàmia, ja que el seu pare Nahor i el seu avi Serug vivien exiliats d'Ur. Quan tenia setanta anys, engendrà Abram i després Nahor, Aran i Sara.
Va ser autoritzat a tornar al seu poble Ur o Ur dels caldeus (segons les versions); un temps després, va partir cap a Canaan però va morir durant el camí, a l'oasi d'Haran, quan tenia dos-cents cinc anys.
És mal vist per la tradició jueva segons diu la Midraix, ja que adorava els ídols. Tèrah va construir diverses imatges a ídols pagans però el seu fill Abram seguia fidel a Jahvè, el déu dels seus avantpassats. En una ocasió, Abram es va quedar sol davant l'altar construït pel seu pare. Va agafar un bastó i va destrossar totes les imatges excepte una, a qui va col·locar el pal en una mà. Quan va arribar Tèrah, va preguntar-li què havia passat i Abram li respongué que els déus s'havien barallat entre ells. Tèrah no s'ho cregué i envià Abram al palau de Nimrod.